# 樽見鉄道ハイモ330-700形気動車
樽見鉄道ハイモ330-700形気動車 （たるみてつどうハイモ330-700がたきどうしゃ）は、 樽見鉄道の気動車である。

## 概要
1987年（昭和62年）から導入したハイモ230-310形の老朽代替用として新造された。新潟トランシス製NDCを樽見鉄道仕様としたものである。形式名「ハイモ」は「ハイスピードモーターカー」の略、330は馬力表示の機関出力を意味している。樽見鉄道で初めて電気指令式ブレーキを採用したため、従来車両との連結運転ができない。正面貫通式、両運転台、トイレなし、ロングシートで、車椅子スペースと、車椅子で乗降する際に使用する脱着式スロープが設けられた。701は、製造時は樽見鉄道標準のブルーベースの塗装だったが、沿線の特産品の広告車両となった後、2017年から標準色に戻っている。702は登場時からモレラ岐阜の全面広告車両となっている。703は標準色で導入された。
車両番号はこれまでの下一桁の連番をやめ、701から附番されている。

## 構造

### 車体

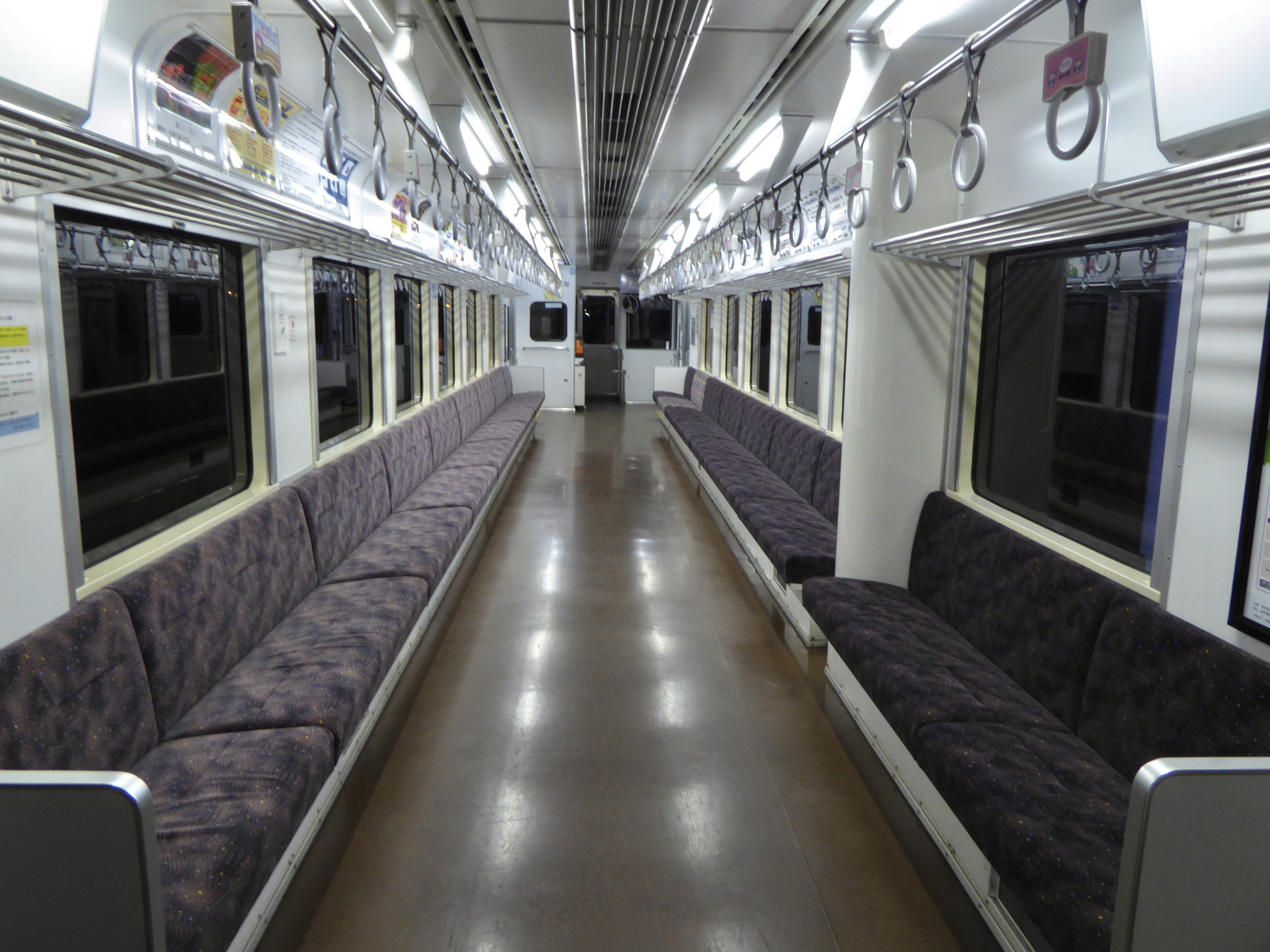
車内

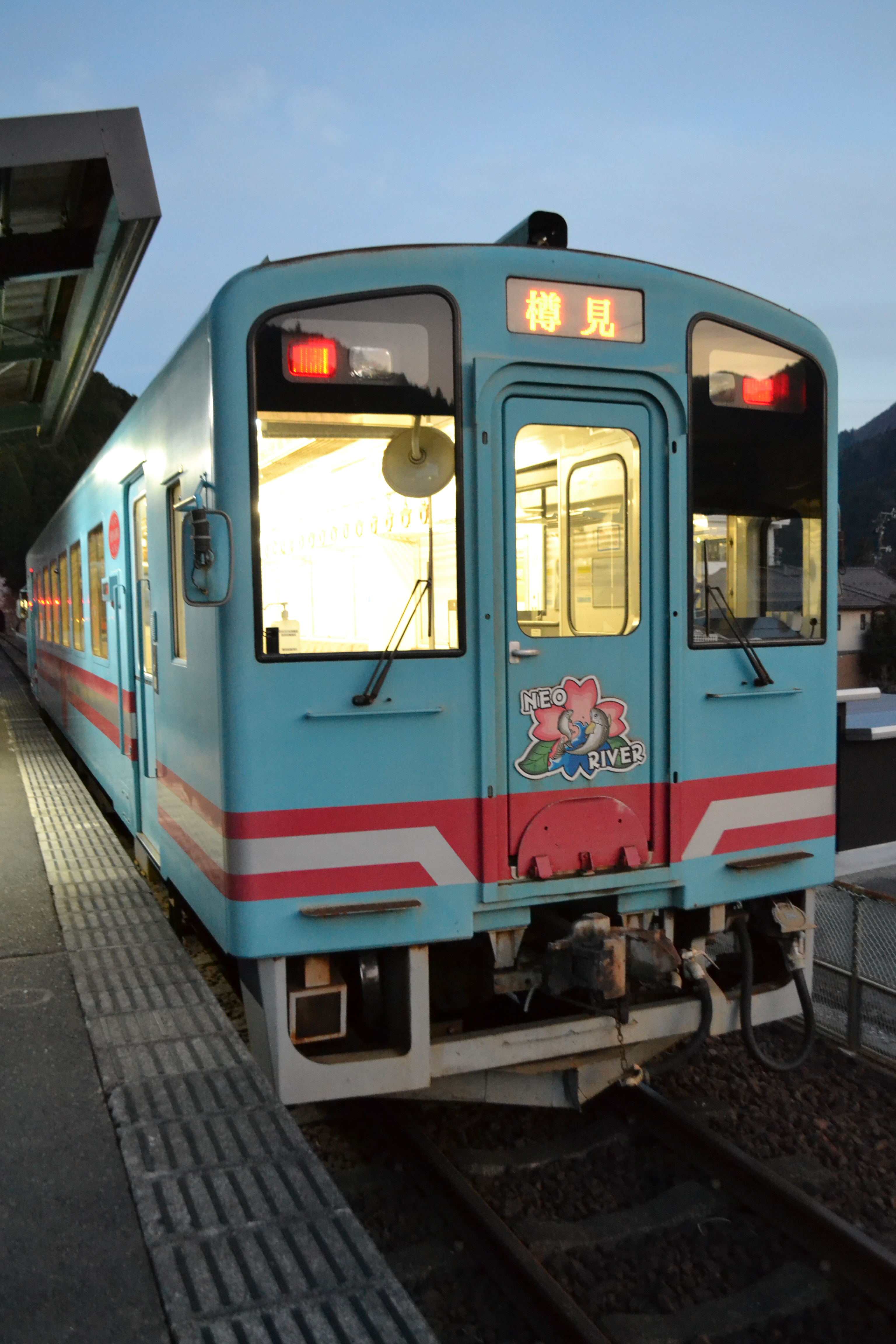
正面から

前面は貫通式、乗務員室は左側に設けられ、乗務員用扉が設けられた。幅1,000 mmの引き戸の客用扉が片側2か所、両車端に設けられた。扉にはステップが設けられ、車椅子での乗降に備え、着脱式のスロープが搭載されている。扉間には幅1,200 mmの窓6組が設けられ、安全のためすべて固定窓となった。701の車体外部は樽見鉄道標準色だったが、2014年（平成26年）8月から糸貫柿振興会と、本巣地域園芸特産振興会いちご部糸貫支部の全面広告車となった。702は登場時から一般公募のデザインによるモレラ岐阜の全面広告車である。車体正面の行先表示器はLED式で、貫通扉上に設けられた。客用扉脇にもLED式行先表示器が設けられた。
車内は全席ロングシートで、運転席右側に車椅子スペースが設けられた。

### 走行装置
エンジンは、電子制御の新潟原動機製DMF13HZディーゼルエンジン（243 kW / 2,000 rpm）を1基搭載、動力は日立ニコトランスミッション製TACN-33-1607液体変速機（変速1速、直結3速）を介して2軸駆動の台車に伝達される。燃費の向上のため、変速機の速度段が変更され、自動変速が採用されている。台車はボルスタレス空気ばね式NF01LD/Tが採用された。制動装置は応答性の良い全電気指令式空気ブレーキを採用し、従来車との連結は非常時以外できない。TICS（列車情報制御装置）を採用し、各種機器取り扱いが運転席のタッチパネルで行えるようになった。

### 空調装置
暖房装置はエンジン排熱を利用した温風式である。冷房装置は機関直結式の能力18.0 kW（15,500 kcal/h）のものが2基設置された。

## 車歴
| 形式          | 車両番号      | 製造       | 廃車 |
| ------------- | ------------- | ---------- | ---- |
| ハイモ330-700 | ハイモ330-701 | 2010年12月 | -    |
| ハイモ330-700 | ハイモ330-702 | 2015年12月 | -    |
| ハイモ330-700 | ハイモ330-703 | 2018年12月 | -    |

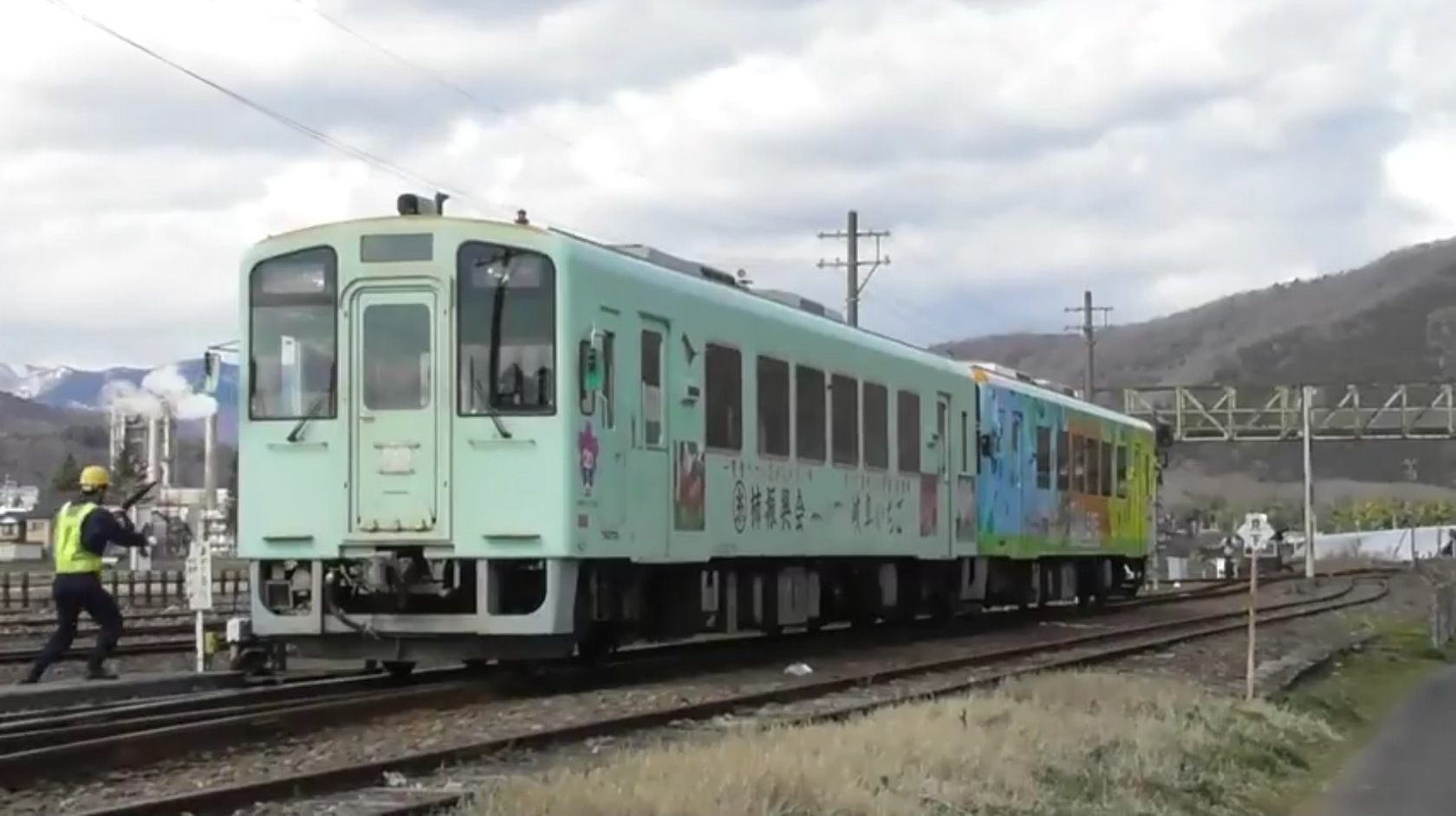
沿線の特産品の広告塗装となった701
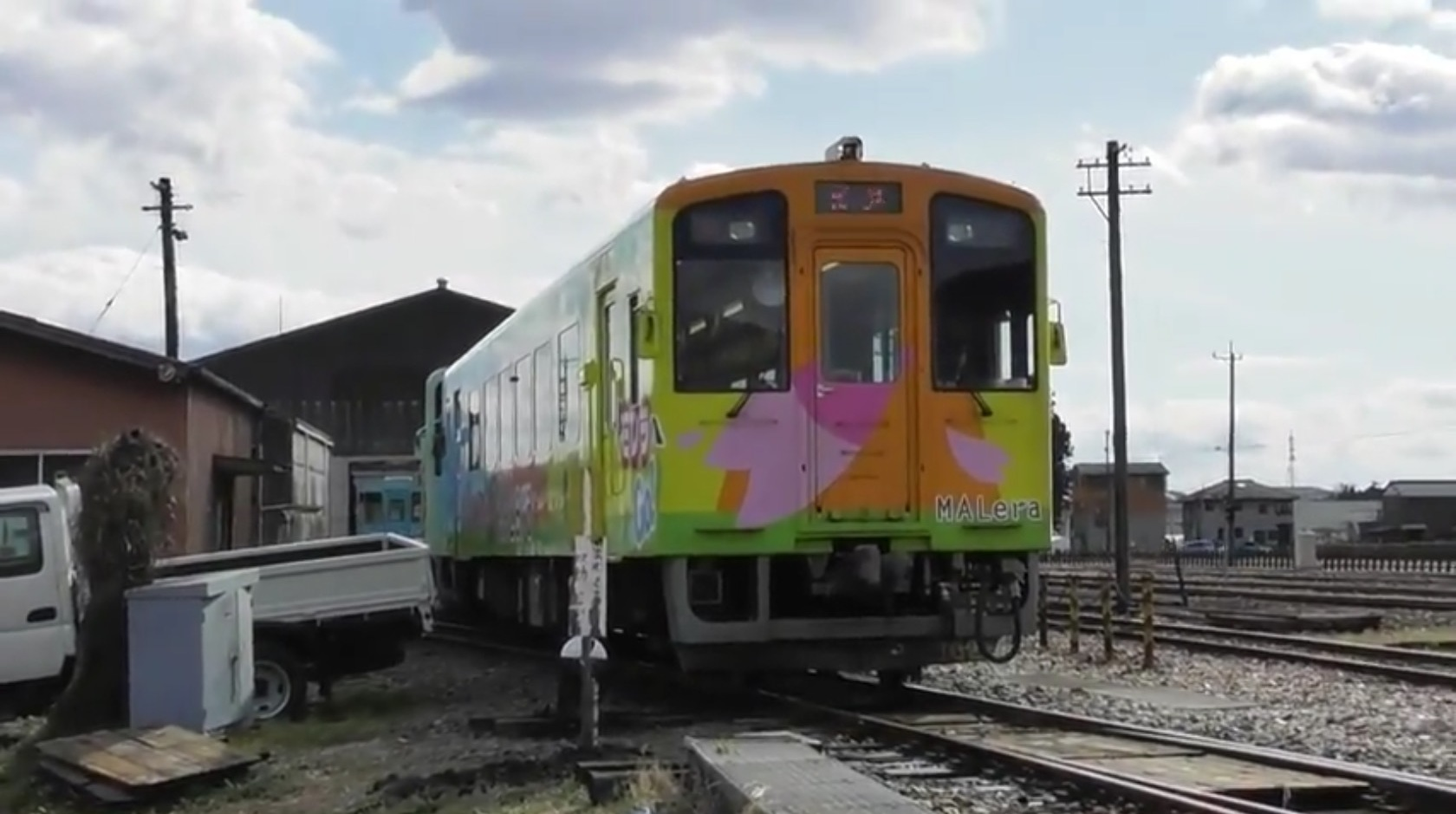
モレラ岐阜の広告塗装が施された702

## 運用
ハイモ230-310形の代替用として製造され、ハイモ330-701の就役でハイモ230-312、ハイモ330-702の就役でハイモ230-314、ハイモ330-703の就役でハイモ230-313がそれぞれ廃車されている。車両番号は連番方式をやめ、701からの附番となった。樽見鉄道樽見線全線で運転されるが、従来車との併結運転はできない。
2017年（平成29年）にハイモ330-701が観光列車「ねおがわ」に改造された。塗装を樽見鉄道標準色に銀色の飾り帯がついたものへと変更し、車内も小改造を受けている。改造後も引き続き定期普通列車で使用される。

### 雑誌記事
- 『レイルマガジン』通巻230号付録（2002年11月・ネコ・パブリッシング）
  - 岡田誠一「民鉄・第三セクター鉄道 現有気動車ガイドブック2002」 pp. 1-32

- 『レイルマガジン』通巻331号（2011年4月・ネコ・パブリッシング）
  - 岡田誠一「樽見鉄道ハイモ330-700形 デビュー」 pp. 137

- 『鉄道ピクトリアル』通巻855号「鉄道車両年鑑2011年版」（2011年10月・電気車研究会）
  - 「鉄道車両年鑑2011年版民鉄新造車」 pp. 16-17
  - 岸上 明彦「2010年度民鉄車両動向」 pp. 123-154
  - 樽見鉄道（株）技術部 森下 達哉「樽見鉄道 ハイモ330-700形」 pp. 171
  - 「民鉄車両諸元表」 pp. 185-186
  - 「各社別新造・改造・廃車一覧」 pp. 210-222

- 『鉄道ピクトリアル』通巻923号「鉄道車両年鑑2016年版」（2016年10月・電気車研究会）
  - 岸上 明彦「2015年度民鉄車両動向」 pp. 93-123
  - 「車両データ 2015年度民鉄車両」 pp. 215-227

### Web資料
- “樽見鉄道の車両”.   樽見鉄道. 2017年6月25日閲覧。